# إيدة لوي خليفة
إيدة لوي خليفة هي قرية في مقاطعة هشترود، إيران. عدد سكان هذه القرية هو 95 في سنة 2006.